# Marsilea aethiopica
Marsilea aethiopica là một loài dương xỉ trong họ Marsileaceae. Loài này được Launert mô tả khoa học đầu tiên năm 1984.
Danh pháp khoa học của loài này chưa được làm sáng tỏ. 